# Elie Joseph Warde
Ephrem Elie Joseph Warde (ur. 28 września 1977 w Bejrucie) – libański duchowny katolicki obrządku syryjskiego, od 2022 biskup Kairu oraz wikariusz patriarchalny Sudanu i Sudanu Południowego.

## Życiorys
Święcenia kapłańskie przyjął 28 maja 2004. Studiował prawo kanoniczne w Rzymie i w Paryżu, gdzie w 2015 uzyskał tytuł doktora. W kolejnych latach pracował jako proboszcz paryskiej parafii św. Efrema.
Synod kościoła syryjskiego wybrał go na biskupa Kairu oraz wikariusza patriarchalnego Sudanu i Sudanu Południowego. 12 maja 2022 papież Franciszek zatwierdził ten wybór. Sakry udzielił mu 18 czerwca 2022 syryjskokatolicki patriarcha Antiochii Ignacy Józef III Younan.